# カイくん
カイくん（2003年10月10日 - 2018年6月28日）は、CMなどに出演していた犬のタレント。本名は坂本カイで、湘南動物プロダクションに所属していた。
SoftBankのCM（白戸家）で有名になり、愛称は「お父さん」「白いお父さん」「お父さん犬」。

## 概要
北海道勇払郡むかわ町生まれの北海道犬で、名前は北海道の「海」に由来する。好物はソーセージとロケ弁のシャケ、きゅうり、から揚げである。妹にネネ、弟にポロ、子にカイトくん、カイキくんがあり、そのうち子犬たち2頭は後述の「お父さん」役を引き継いだ。
2003年の「ウルトラマンコスモス」の映画でデビュー。NHK朝の連続テレビ小説「天花」（2004年）、TBS系ドラマ「里見八犬伝」（2006年）に出演後、2007年に開始されたSoftBankのホワイトプラン・ホワイト学割などを主に宣伝する「白戸家の人々」の広告に、ある事情で人間から白い犬に変身してしまった「お父さん」こと白戸次郎役として出演し、一躍有名なった。
このテレビCMでは、カットごとに演技の得意不得意に応じてネネを代わりに出演させている二犬一役の場合がある。お父さん役の吹替で声を出している人物は北大路欣也である（誰の声なのか臆測を呼んだが、CM開始前に声優は発表されていた）。CM総合研究所の2007年度CMタレント好感度調査によると、SoftBankのCMでは「お父さん（犬）」がキャラクター部門の1位であった。このブレイクにより、カイくんやネネを主演にしたイメージビデオのDVDが制作・発売されている。
2009年4月13日にはプロ野球・福岡ソフトバンクホークスの2009年の応援隊長になった。そのためホークスのユニフォームの肩の所にソフトバンクモバイルの宣伝のため写真が貼り付けられている。背番号は0103(お父さん)となった。応援隊長就任セレモニーには、当時、ソフトバンクホークス監督の秋山幸二が参加し、秋山監督からユニフォームが授与された。
2009年10月27日には北海道犬保存会鵡川支部長の飼い犬の同じ北海道犬と「見合い結婚」した。
2010年6月12日、ペアリングした北海道犬「ピリカ」との間に、雄雌2匹の仔が誕生した。雄の子の名は「そら君」、雌の子は「ゆめちゃん」。2010年7月7日、もう一方のパートナーである北海道犬「灯希奈（ときな）」との間に雌雄3匹の仔が誕生。うち1匹「海斗（かいと、雄）」が帯広の個人に譲られた。
ソラとユメについては、2010年8月17日に映画「キャッツ&ドッグス 地球最大の肉球大戦争」の試写会に出演したカイくんと揃ってメディアにお披露目された。
ウィルコムのCMもおこなっていた佐々木希が登場するピエトロドレッシングのCMにもカイくんの子犬を使用したと、テレビ東京系『広告の番組』で仲畑貴志がコメントしている。
2014年4月、老齢のためにすべての仕事から引退。白戸次郎役は子の海斗が引き継いだ。
2018年6月28日未明に老衰により逝去したことが、同日にソフトバンクから発表された。享年14（人間年齢70代）。湘南動物プロダクションの担当者によれば、引退後もから揚げこそ与えなかったが食欲旺盛で、同社の地元にて約120匹の仲間と元気に過ごしていたが、亡くなる数日前から体調を崩していたという。
その後、追悼展示「カイくんありがとう展」が、2018年7月20日から7月22日まで原宿のChromatic Galleryで開催された。

## CM
- SoftBank（白戸家のお父さん - 白戸次郎役）
- 読売新聞（同上、2008年末 - 2009年正月）

## テレビドラマ
- 天花
- 里見八犬伝
- 臨場 続章 第5話（テレビ朝日、2010年5月12日） - タロ役[15]で出演。

## 映画
- 大好きなクツをはいたら（公開中止）[16]
- ウルトラマンコスモスVSウルトラマンジャスティス THE FINAL BATTLE（ミオの愛犬コスモス役）

## DVD
- カイくん日和（ビクターエンタテインメント、2008年）[17]
- カイくんの若草物語 in 北海道（ビクターエンタテインメント、2009年）[18]

## 本
- しゃべる犬 カイくんのひとりごと（ワニブックス、2008年、ISBN 4847017625)
- しゃべる犬 カイくんのひとりごと2（ワニブックス、2008年、ISBN 4847017854)
- 白戸家のお父さんのヒミツ（ソフトバンククリエイティブ、2008年、ISBN 4797350687）
- カイくんのきもち（大村あつし著、新潮社、2008年、ISBN 4103100516）
- カイくんの東京ぶらり旅（ヴィレッジブックス、2014年、ISBN 4864911401）

## その他

### 肩書き
- 福岡ソフトバンクホークス 応援隊長（2009年就任）

### 背番号
- 0103（2009年〜 ソフトバンクホークス秋山幸二監督から授与、背番号は「お父さん」の語呂合わせ。ソフトバンク公認）

### 受賞
- 北海道150年キックオフ特別イベント・キタデミー賞 助演男優賞（2018年）